# Samurai Shodown II
Samurai Shodown II (известная в Японии как Shin Samurai Spirits: Haōmaru Jigokuhen; яп. 真サムライスピリッツ覇王丸地獄変) — файтинг 1994 года, вторая часть в одноимённой игровой серии от SNK. Как и его предшественник, изначально сиквел был выпущен для аркадных автоматов Neo-Geo и одноимённой домашней видеоприставки.

## Сюжет
История продолжает сюжет первой части игры. Спустя год после поражения Амакусы над миром нависает новая угроза — Мизуки Расёдзина, злой дух вселившийся в местную жрицу с целью сеять хаос и разрушение во имя воли тёмного божества Амброзии. Бойцы из прошлой части объединяются с несколькими новыми героями, чтобы противостоять Мизуки и восстановить гармонию в мире.

## Геймплей
После чрезвычайно тёплого приёма первой части Samurai Shodown, SNK переделала концепцию продолжения практически с нуля. Были добавлены несколько новых героев, а также улучшен общий игровой процесс: управление стало более отзывчивым, добавилась большая вариативностью игровых механик (в частности, использование энергетической шкалы в качестве счетчика супер-атак; такие атаки не только наносят повышенный урон противнику, но и ломают его оружие, вынуждая некоторое время сражаться голыми руками, прежде чем у них появляется новое), и значительное количество пасхальных яиц.
Общий игровой процесс стал более глубоким за счет добавления нескольких новых движений, таких как возможность перекатываться вперед и назад, уклоняться, чтобы избежать высоких атак, или делать небольшие прыжки, чтобы избежать низких ударов. Samurai Shodown II также была первой игрой в серии, в которой использовалась техника наступательной блокировки или «парирования», нажав кнопку в определённый момент (в последний момент перед получением урона), игрок мог отразить входящую атаку и оставить своего оппонента открытым для удара на долю секунды. Эта техника впоследствии использовалась в игре Namco Weaponlord, а также была популяризирована в Street Fighter III от Capcom. В игре присутствуют эпизодические появления персонажей других файтингов SNK, скрытый босс (представляющий собой рефери поединков, стоящего с флажками на заднем плане), который время от времени бросал игрокам вызов, и несколько других секретов, рассчитанных на фансервис.

## Персонажи

Битва между двумя новичками серии — Чам-Чам (слева) и Гендзюро

За исключением Там-Тама и Амакусы (финального босса первой части), в сиквел возвращаются все герои оригинальной части. К ним были добавлены шесть новых воинов:
- Гендзюро Кибагами (англ. Genjuro Kibagami) — жестокий и безжалостный мастер клинка, главный соперник и антипод Хаомару.
- Чам-Чам (англ. Cham Cham) — юная девушка-кошка, младшая сестра Там Тама (который был превращен в шимпанзе Паку Паку в качестве божественного наказания за то, что не смог защитить два священных камня в родной деревне от Мизуки).
- Найнхальт Зигер (англ. Neinhalt Sieger) — благородный и доблестный рыцарь из Пруссии, сражающийся гигантской перчаткой.
- Никотин Кофеин (англ. Nicotine Caffeine) — старый мудрый монах, который является наставником Хаомару и Гэндзюро.
- Куроко (англ. Kuroko) — рефери, являющийся скрытым боссом игры. Список приемов Куроко интересен, поскольку он использует атаки некоторых персонажей в игры, а бойцов из других файтингов SNK, таких как Рюко Сакадзаки[англ.] и Тунг-Фу Рю[англ.]. Его суперприём представляет собой комичную версию атаки Ryuko Ranbu Рюко.
- Мизуки Рашоджин (англ. Mizuki Rashojin) — злой дух, который желает исполнить волю тёмного божества Амброзии и принести в мир хаос и разрушение. Мизуки — первая женщина-финальный босс в серии и единственный босс, которому помогает животное (собакоподобный демон по имени Маджу, который является личным питомцем и телохранителем Мизуки).

## Выпуск и продажи
Samurai Shodown II первоначально была выпущена на аркадных автоматах Neo-Geo и одноимённой домашней игровой консоли в 1994 году. Несмотря на значительную популярность, игра в течение нескольких лет не выпускалась ни на одной другой игровой системе кроме ПК (неофициально). В 1996 году был выпущен официальный порт версии Neo-Geo CD для ПК под Microsoft Windows, хотя только на территории Японии. Затем он был адаптирован под приставку PlayStation в виде сборника Samurai Spirits Kenkaku Shinan Pack (который включал обе первых части и был выпущен только в Японии).
В 2007 году на выставке Tokyo Game Show было объявлено об официальном порте игры для цифрового сервиса Xbox Live Arcade и выпуск антологии для приставок PlayStation 2/Wii, содержащей все части серии Samurai Shodown выпущенные на тот момент. В 2008 году игра была выпущена на Xbox 360, а также Nintedno Wii (в интернет-сервисе Virtual Console). 18 декабря 2012 года компания SNK Playmore выпустила Samurai Shodown II в качестве одной из предустановленных игр консоли Neo-Geo X. Впоследствии она также была портирована на iOS и Android.
Многие другие порты базировались на цифровой версии Samurai Shodown II (эмулированной SNK Playmore Neo Geo и выпущенной в цифровом магазине Humble Bundle 8 декабря 2015 года). Как и другие игры из сборника Neo Geo 25th Anniversary, который также можно было приобрести на Humble Bundle, позднее она была выпущена на GOG.com.
Как и в случае с первой частью, из версии Samurai Shodown II для Neo Geo AES полностью вырезали кровь. Однако в игре можно было ввести так называемый «код крови», позволяя вернуть эту опцию.

### Продажи
По информации RePlay в октябре 1994 года Samurai Shodown II заняла 12-е место среди самых популярных аркадных игр в Северной Америке, несмотря на то, что на тот момент находилась на стадии локального тестирования. Согласно данным Game Machine (на 1 декабря 1994 года) в первый месяц релиза игры в Японии проект стал самым успешным аркадным развлечением в стране. В 1995 году она заняла 8-е место среди самых прибыльных аркадных игр в Японии.
По данным журнала Famitsu, за первую неделю версии игры для Neo-Geo AES и Neo-Geo CD были разошлись тиражом более 75 066 и 20 487 копий (на японском рынке) соответственно. Общий тираж версии для AES составил 205 554 единиц, а для CD — 129 951 копий, суммарные продажи игры в Японии равняются 335 505 единицам.

## Отзывы критиков
| Сводный рейтинг    | Сводный рейтинг          |
| Агрегатор          | Оценка                   |
| ------------------ | ------------------------ |
| GameRankings       | X360: 72,18 %            |
| Metacritic         | X360: 72/100 iOS: 57/100 |
| Иноязычные издания |                          |
| Издание            | Оценка                   |
| EGM                | Neo Geo: 36/40           |
| Famitsu            | Neo Geo: 34/40           |
| GamePro            | Neo Geo: 5/5             |
| IGN                | Wii: 8,5/10 X360: 8/10   |
| Next Generation    | Arcade: · Neo Geo:       |
| TouchArcade        | iOS:                     |

Samurai Shodown II была хорошо принята критиками и считается новым словом в серии. Четыре обозревателя EGM единогласно оценили версию игры для домашней консоли в 9/10 балла, а также присудили ей звание «Игра месяца», отметив, что она стала лучше во всех отношениях по сравнению со своей и без того прекрасной предшественницей. В конце года они поставили её на 4-е место в рейтинге «EGM Hot 50», выше любого другого файтинга 1994 года. Рецензент журнала GamePro похвалил такие инновации, как добавление шкалы POW и механику секретных приемов, а также «лучшую графику из всех файтингов, анимированных вручную», однако посетовал, что комбо-удары по-прежнему несбалансированы, и некоторые персонажи наносят гораздо больше урона, чем другие. Он подытожил, что в сочетании с другими недавними релизами SNK, такими как Fatal Fury Special, компания была близка к тому, чтобы сместить Capcom с пьедестала лидера производителя файтингов. В свою очередь обозреватель Next Generation выразил мнение, что игра была практически такой же, как и её предшественница, за исключением некоторых «незначительных улучшений», но «именно это делает её чертовски хорошей».
Samurai Shodown II вошла в список величайших игр всех времён по версии GameSpot и в рейтинг «10 культовых классических игр» по мнению редакции EGM. Портал Complex отметил её на 18-м месте среди лучших аркадных игр 1990-х. В свою очередь журнал Retro Gamer включил Samurai Shodown II в десятку лучших игр для Neo-Geo: «Благодаря красивой графике, плавной анимации и эклектичному списку персонажей вторая часть серии „Samurai Shodown“, несомненно, является лучшей. Она демонстрировала новых бойцов, великолепно прорисованные фоны и даже более плавное управление, чем у и без того восхитительного оригинала. Огромный успех, „Samurai Shodown II“ на аркадных автоматах был весомым выпадом в сторону главенства Capcom и он доказал, что амбиции SNK не знают границ. Конечно игре, не хватает глубины более поздних частей серии, но удовольствия от игрового процесса и лёгкому порогу вхождения „Samurai Shodown II“ не знает себе равных. Поистине монументальный боевик, который отлично играется и сегодня». В 2008 году редакция издания поставила переизданию XBLA оценку 91 %. В 2019 году Game Informer поставил её на 9-е место среди лучших файтингов всех времен.
По мнению редакции Retro Gamer, «эта невероятная игра доказала, что SNK имеет амбиции и может конкурировать на равных с Capcom в жанре файтинг-игр. Острая конкуренция между двумя компаниями продолжалась в течение 1990-х и продолжилась в следующих десятилетиях, поскольку они раз за разом пытались превзойти друг друга в инновациях с каждым новым релизом». Многие обозреватели отмечали проблему с плохо переведённым текстом в английской версии. Чед Окада (Game Lord) выразил мнения, что усилия по локализации текста не увенчались успехом, так как небольшая прибыль (а следовательно низкий интерес игроков), полученная от продажи игры для домашних консолей Neo-Geo, поставила крест на выпуске возможных патчей с исправлением ошибок.
В рецензии Samurai Shodown II для журнала Next Generation отмечалось, что «К сожалению, даже несмотря на то, что игра полностью соответствует своему аркадному оригиналу [не имея проблем с вырезанным контентом или упрощённой графикой], она остаётся просто ещё одним файтингом. Это определённо релиз, который должен иметь в коллекции каждый владелец Neo-Geo, но не повод купить эту игровую консоль, если у вас её нет».